# Граф Дерби

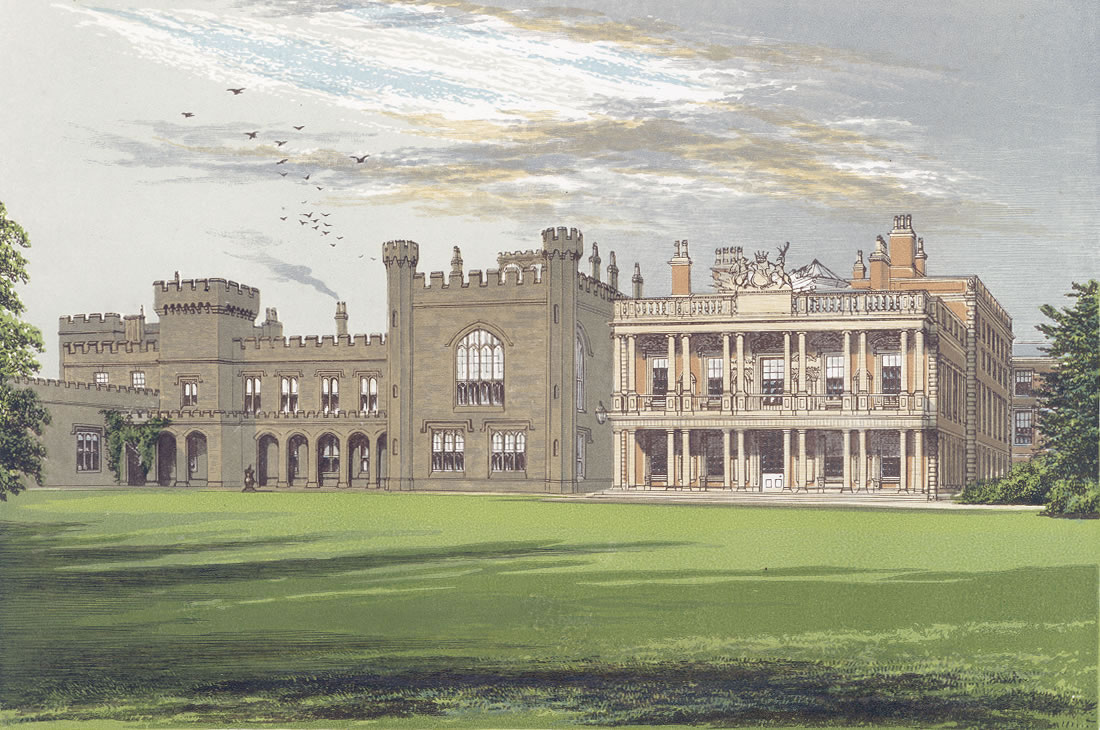
Дворец Ноузли-Холл — резиденция графов Дерби

Граф Дерби (англ. Earl of Derby) — старинный графский титул в системе дворянских титулов Англии. Титул графа Дерби впервые был учреждён в 1138 году для Роберта де Феррьера, крупного англонормандского аристократа, владевшего обширными землями в Дербишире. Первоначальной резиденцией графов был замок Татбери в Уорикшире (в настоящее время полуразрушен). Титул графа Дерби оставался в распоряжении дома де Феррерс (де Феррьер) до 1269 года, когда был конфискован за участие Роберта де Феррерса в мятеже против короля Генриха III. Вместе с титулом были конфискованы и владения Феррерсов, которые позднее были включены в состав земель герцогства Ланкастер, принадлежавшего королевской фамилии. Титул графа Дерби был воссоздан в 1337 году для Генри Гросмонта, выдающегося английского полководца начала Столетней войны, а затем перешёл в распоряжение дома Ланкастеров. С 1485 года по настоящее время графами Дерби являются представители семьи Стэнли. Дом Стэнли играл существенную роль в политической жизни Англии в Новое время и обладал суверенитетом над островом Мэн. Среди наиболее известных носителей титула — Джеймс Стэнли, 7-й граф Дерби, один из наиболее активных роялистов в период Английской революции XVII века; Эдвард Смит-Стэнли, 12-й граф Дерби, основоположник всемирно известных скачек Эпсом-Дерби; Эдвард Смит-Стэнли, 14-й граф Дерби, лидер консерваторов и премьер-министр Великобритании в середине XIX века; а также Фредерик Стэнли, 16-й граф Дерби, основатель хоккейного кубка Стэнли.
Современные носители титула графа Дерби также обладают титулами барона Стэнли из Бикерстаффа (Ланкашир) и барона Стэнли из Престона (Ланкашир, оба титула — в системе титулов Великобритании). Действующий граф Дерби — Эдвард Ричард Уильям Стэнли, 19-й граф Дерби (р. 1962). Главной резиденцией графов с 1385 года является дворец Ноузли-Холл в пригороде Ливерпуля.

## История титула

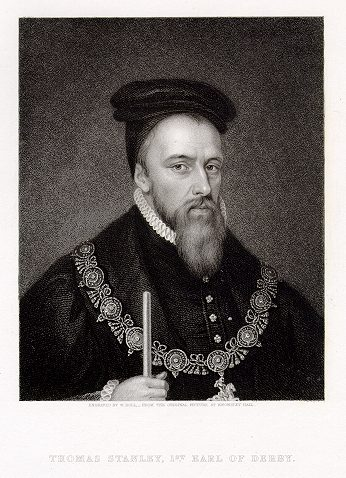
Томас Стэнли, 1-й граф Дерби

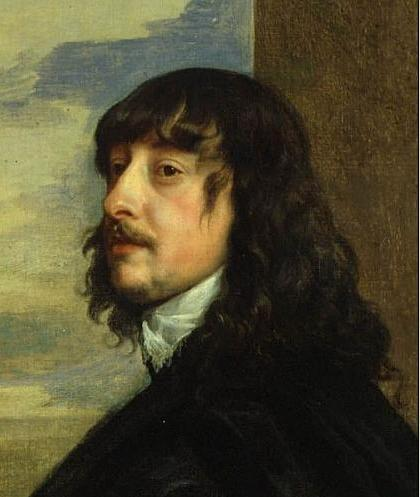
Джеймс Стэнли, 7-й граф Дерби

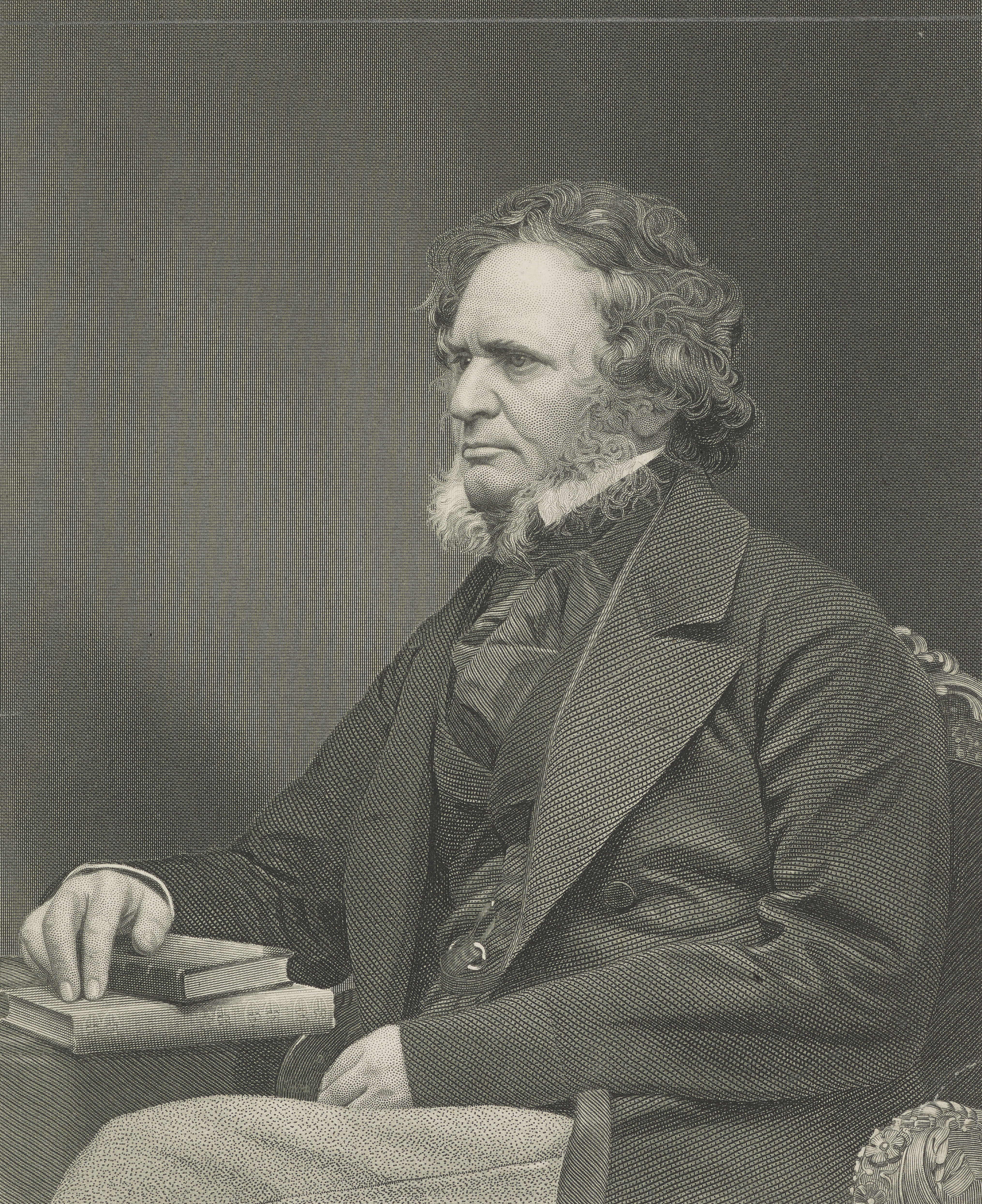
Эдвард Смит-Стэнли, 14-й граф Дерби

### Дом де Феррерс
Впервые титул графа Дерби был учреждён в 1138 году. Им был пожалован Роберт де Феррьер (ум. 1139), один из крупнейших землевладельцев Средней Англии, участник «битвы Штандартов» и верный соратник короля Стефана Блуаского в период гражданской войны 1135—1154 годов. Роберт был сыном Генриха де Феррьера (ум. ок. 1101), владельца сеньории Феррьер-Сент-Илер в Центральной Нормандии, который участвовал в нормандском завоевании Англии и получил обширные владения в Дербишире, Лестершире и ряде других английских графствах. Резиденцией Генриха и его потомков стал замок Татбери на границе Уорикшира. Сын и наследник Роберта Роберт де Феррерс Младший (ум. ок. 1160) был лишён титула графа после вступления на английский престол Генриха II. Уильям де Феррерс, 3-й граф Дерби (ум. 1190) был одним из лидеров мятежа сыновей Генриха II 1173—1174 годов, после подавления которого арестован и лишён своих замков. Впоследствии, однако, Уильям примирился с королём, а в 1189—1190 гг. под началом Ричарда Львиное сердце принял участие в Третьем крестовым походе и погиб под стенами Акры.
Официально титул графа Дерби был возвращён дому де Феррерс в 1199 году королём Иоанном Безземельным. Уильям де Феррерс, 4-й граф Дерби (ум. ок. 1247), пользовался особым расположением короля Иоанна и в период баронских войн начала XIII века сражался на его стороне. Благодаря брачным союзам Уильяма и его сына графы Дерби значительно расширили свои земельные владения и влияние в Средней Англии, в частности за счёт приобретения Ланкашира, в результате чего Роберт де Феррерс, 6-й граф Дерби (ум. 1279), оказался одним из наиболее богатых английских магнатов. В войнах Генриха III и баронской оппозиции во главе с Симоном де Монфором в середине XIII века Роберт де Феррерс принял сторону последнего, за что после победы короля в битве при Ившеме в 1265 году лишился всех своих владений. Ему удалось их вернуть ценой уплаты огромного выкупа, но в 1266 году Роберт вновь присоединился к мятежу против короля. Потерпев поражение, граф Дерби был арестован, обвинён в государственной измене и заключён в тюрьму. Его владения и титулы были конфискованы. Хотя в 1269 году Роберту удалось выйти на свободу, ему были возвращена лишь малая часть бывших владений семьи, тогда как основная их часть осталась в распоряжении короля и стала ядром герцогства Ланкастер, домениального владения королевской фамилии, пользующегося особым правовым статусом. Потомки Роберта де Феррерса уже не играли существенной роли в политической жизни Англии.

### Плантагенеты
Земли бывших графов Дерби в конце XIII века были переданы младшему сыну короля Генриха III Эдмунду Горбатому (ум. 1296) и в дальнейшем передавались по наследству в его семье. В 1337 году Эдуард III даровал титул графа Дерби внуку Эдмунда Генриху Гросмонту (ум. 1361), одному из наиболее выдающихся английских полководцев начального периода Столетней войны. В 1251 году Генрих также стал герцогом Ланкастером. Его дочь вышла замуж за Джона Гонта (ум. 1399), третьего сына Эдуарда III, который таким образом унаследовал титулы графа Дерби и герцога Ланкастера. Сын Джона Гонта — Генрих Болингброк (ум. 1413), в 1399 году захватил английский престол и основал королевскую династию Ланкастеров. Коронация Генриха означала прекращение существования титула графа Дерби, а связанные с ним владения вошли в состав королевского домена.

### Дом Стэнли
Третья креация титула графа Дерби состоялась в 1485 году. Он был пожалован Томасу Стэнли (умер в 1504), одному из наиболее влиятельных баронов периода конца войны Алой и Белой розы, чья поддержка сыграла решающую роль в победе Генриха VII при Босворте и его вступлении на престол в 1485 году. Томас Стэнли также являлся отчимом короля Генриха VII, будучи женатым на его матери Маргарите Бофорт, и королём острова Мэн под сюзеренитетом английского монарха. Потомки Томаса, однако, уже не использовали титул короля Мэна, а именовались лордами острова Мэн. Владения дома Стэнли в Англии располагались, главным образом, не в Дербишире, а в Ланкашире с центром в Ноузли-Холле недалеко от Ливерпуля. Правнук Томаса Стэнли, Эдвард Стэнли, 3-й граф Дерби (умер в 1572), был одним из руководителей подавления крупного католического восстания в Северной Англии в 1536 году, известного под названием «Благодатное паломничество», а затем входил в тайный совет королевы Марии Тюдор. Фердинандо Стэнли, 5-й граф Дерби (умер в 1594), прославился как покровитель театра и Уильяма Шекспира, но в 1594 году неожиданно скончался, возможно будучи отравлен иезуитами. Его единственная дочь Анна Стэнли, по бабушке — потомок Марии Тюдор, младшей дочери Генриха VII, в соответствии с завещанием Генриха VIII должна была унаследовать английскую корону после смерти Елизаветы I, однако престол перешёл к Якову I, королю Шотландии и потомку старшей дочери Генриха VII.
Значительную известность получил Джеймс Стэнли, 7-й граф Дерби, по прозвищу «Великий Стэнли» (умер в 1651), который в период Английской революции XVII века сражался на стороне короля и превратил остров Мэн в убежище роялистов. В 1650 году Джеймс Стэнли участвовал в походе Карла II, завершившимся Вустерской битвой, но затем был пленён республиканцами и казнён. Старшая мужская линия дома Стэнли пресеклась в 1737 году со смертью Джеймса Стэнли, 10-го граф Дерби, после чего графский титул перешёл к потомкам младшего брата 2-го графа Дерби из рода Стэнли из Бикерстаффа. Прочие титулы, включая сюзеренитет над островом Мэн, достались шотландскому дому Муррей, находившемуся по женской линии в родстве с «Великим Стэнли». Из графов Дерби XVIII века наиболее известен Эдвард Смит-Стэнли, 12-й граф Дерби (умер в 1834), основатель Эпсом-Дерби, одного из наиболее престижных в мире соревнований по конному спорту (см. Дерби (конный спорт)). Его сын, Эдвард Смит-Стэнли, 13-й граф Дерби (умер в 1851), был покровитель Эдварда Лира. Наибольший вклад в историю Великобритании, однако, внёс сын последнего Эдвард Смит-Стэнли, 14-й граф Дерби (умер в 1869), один из крупнейших британских государственных деятелей середины XIX века, неоднократно занимавший пост премьер-министра и бессменный лидер Консервативной партии на протяжении 1846—1868 гг., не уступавший по влиянию своему главному конкуренту Бенджамину Дизраэли. Его старший сын Эдвард Стэнли, 15-й граф Дерби (умер в 1893), также был членом правительства и занимал пост министра иностранных дел Великобритании в период Восточного кризиса 1876—1879 гг., а младший — Фредерик Стэнли, 16-й граф Дерби (умер в 1908), в 1880—1893 гг. служил генерал-губернатором Канады. Последний также известен как основатель кубка Стэнли, самого престижного хоккейного турнира Северной Америки.
В настоящее время титул графа Дерби носит Эдвард Ричард Уильям Стэнли (родился в 1962), 19-й граф Дерби, барон Стэнли и барон Стэнли из Престона. Его резиденцией по-прежнему является Ноузли-Холл. Сын и наследник титулов — Эдвард Джон Робин Стэнли (родился в 1998) носит «титул учтивости» лорд Стэнли.

## Список графов Дерби

Герб рода де Феррерс

Герб Генриха Гросмонта

Герб Джона Гонта

Герб рода Стэнли

### Графы Дерби, первая креация (1138)
- Роберт де Феррьер, 1-й граф Дерби (ок. 1062—1139), сын Генриха де Феррьера, участника нормандского завоевания Англии;
- Роберт де Феррерс, 2-й граф Дерби (ум. 1160), сын предыдущего;
- Уильям де Феррерс, 3-й граф Дерби (уб. 1190), сын предыдущего;
- Уильям де Феррерс, 4-й граф Дерби (ум. 1247), сын предыдущего;
- Уильям де Феррерс, 5-й граф Дерби (ум. 1254), сын предыдущего;
- Роберт де Феррерс, 6-й граф Дерби (1239—1279), сын предыдущего, титул конфискован в 1266—1269 гг.

### Графы Дерби, вторая креация (1337)
Также: герцог Ланкастер (двух креаций), герцог Херефорд, правящий герцог Аквитанский, граф Ланкастер, граф Лестер, граф Линкольн, граф Ричмонд, граф Нортгемптон.
- Генрих Гросмонт, 1-й герцог Ланкастерский, 4-й граф Ланкастер, 4-й граф Лестер, 1 граф Дерби, 1-й граф Линкольн (ум. 1361), 1-й герцог Ланкастер, 1-й граф Дерби, 4-й граф Ланкастер, 4-й граф Лестер, граф Линкольн;
- Джон Гонт, 1-й герцог Ланкастерский, правящий герцог Аквитанский, 5-й граф Лестер, 5-й граф Ланкастер, 2-й граф Дерби, 1-й граф Ричмонд (1340—1399), сын английского короля Эдуарда III, супруг дочери предыдущего, король Кастилии и Леона (претендент, 1372—1388);
- Генрих Болингброк, 2-й герцог Ланкастерский, 1-й герцог Херефорд, 6-й граф Лестер, 6-й граф Ланкастер, 3-й граф Дерби, 1-й граф Нортгемптон (1367—1413), король Англии и правящий герцог Аквитанский под именем Генрих IV (с 1399), сын предыдущего. Титул прекратил существование с вступлением Генриха Болингброка на английский престол в 1399 году.

### Графы Дерби, третья креация (1485)
Также: король Мэна, правящий лорд Мэна, барон Стэнли, барон Стрейндж (двух креаций), барон Могун, барон Стэнли из Бикерстаффа, барон Стэнли из Престона, баронет Стэнли из Бикерстаффа.
- Томас ІІ Стэнли, король Мэна, 1-й граф Дерби, 2-й барон Стэнли (около 1435—1504), отчим Генриха VII, короля Англии;
- Томас І Стэнли, лорд Мэна, 2-й граф Дерби, 3-й барон Стэнли, 10-й барон Стрейндж, 4-й барон Могун (1477—1521), внук предыдущего;
- Эдуард І Стэнли, лорд Мэна, 3-й граф Дерби, 4-й барон Стэнли, 11-й барон Стрейндж, 5-й барон Могун (около 1508—1572), сын предыдущего;
- Генрих І Стэнли, лорд Мэна, 4-й граф Дерби, 5-й барон Стэнли, 12-й барон Стрейндж, 6-й барон Могун (1531—1593), сын предыдущего;
- Фердинанд І Стэнли, лорд Мэна, 5-й граф Дерби, 6-й барон Стэнли, 13-й барон Стрейндж, 7-й барон Могун (1559—1594), сын предыдущего;
- Уильям І Стэнли, лорд Мэна, 6-й граф Дерби (до 1584—1642), брат предыдущего;
- Джеймс І Стэнли, лорд Мэна, 7-й граф Дерби, 1-й барон Стрейндж (1607—1651), сын предыдущего;
- Чарльз Стэнли, лорд Мэна, 8-й граф Дерби, 2-й барон Стрейндж (1628—1672), сын предыдущего;
- Уильям ІІ Стэнли, лорд Мэна, 9-й граф Дерби, 3-й барон Стрейндж (1655—1702, сын предыдущего;
- Джеймс ІІ Стэнли, лорд Мэна, 10-й граф Дерби, 6-й барон Стрейндж (1664—1736), брат предыдущего;
- сэр Эдуард Стэнли, 11-й граф Дерби, 5-й баронет Стэнли из Бикерстаффа (1689—1776), потомок сэра Джеймса Стэнли, младшего брата 2-го графа Дерби;
- Эдвард Смит-Стэнли, 12-й граф Дерби (1752—1834), внук предыдущего;
- Эдвард Смит-Стэнли, 13-й граф Дерби, 1-й барон Стэнли из Бикерстаффа (1775—1851), сын предыдущего;
- Эдвард Смит-Стэнли, 14-й граф Дерби, 2-й барон Стэнли из Бикерстаффа (1799—1869), премьер-министр Великобритании (1852, 1858—1859, 1866—1868), глава Консервативной партии Великобритании (1846—1868), сын предыдущего;
- Эдвард Стэнли, 15-й граф Дерби, 3-й барон Стэнли из Бикерстаффа (1826—1893), сын предыдущего;
- Фредерик Стэнли, 16-й граф Дерби, 4-й барон Стэнли из Бикерстаффа, 1-й барон Стэнли из Престона (1841—1908), генерал-губернатор Канады (1888—1893), брат предыдущего;
- Эдуард Стэнли, 17-й граф Дерби, 5-й барон Стэнли из Бикерстаффа, 2-й барон Стэнли из Престона (1865—1948), сын предыдущего;
- Эдуард Стэнли, 18-й граф Дерби, 6-й барон Стэнли из Бикерстаффа, 3-й барон Стэнли из Престона (1918—1994), внук предыдущего;
- Эдвард Стэнли, 19-й граф Дерби, 7-й барон Стэнли из Бикерстаффа, 4-й барон Стэнли из Престона (родился в 1962), племянник предыдущего.
  - Наследник: Эдвард Джон Робин Стэнли, лорд Стэнли (родился в 1998)